# Poluição luminosa

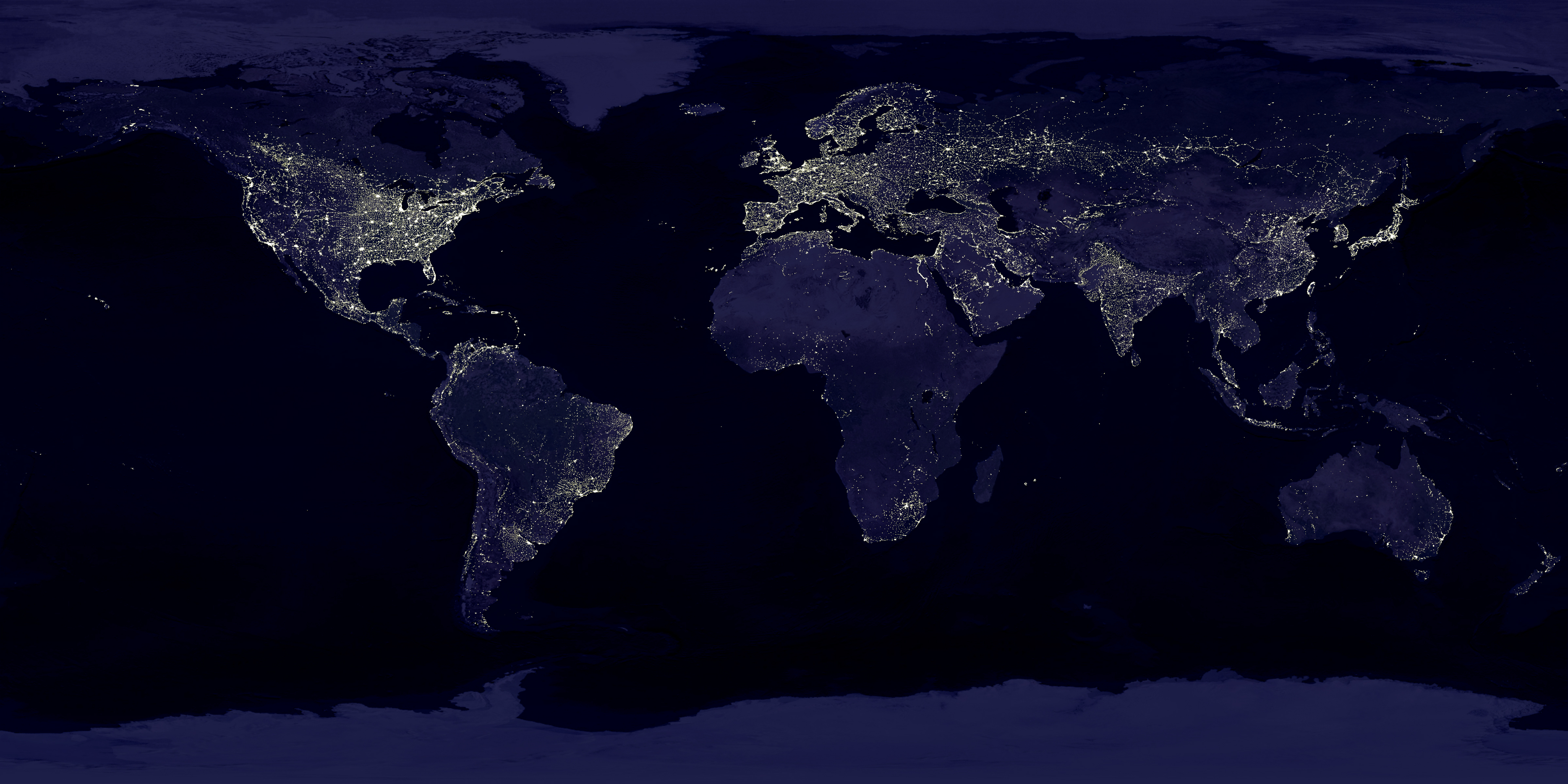
Fotografia nocturna da Terra. Os pontos mais claros mostram as regiões no planeta com maior emissão de poluição luminosa.

Poluição luminosa é o tipo de poluição ocasionada pela luz excessiva ou obstrutiva criada por humanos. A poluição luminosa interfere nos ecossistemas, causa efeitos negativos à saúde, ilumina a atmosfera das cidades, reduzindo a visibilidade das estrelas e interfere na observação astronômica.
Este tipo de poluição é considerado um efeito colateral da industrialização. A fonte de poluição neste caso consiste das luminárias internas e externas de residências e outros estabelecimentos, anúncios publicitários, iluminação viária, sinalização aérea e marítima, bem como toda outra fonte artificial de luz. A poluição luminosa é mais intensa em áreas densamente povoadas e fortemente industrializadas na América do Norte, Europa Ocidental e Japão.
Com os avanços das viagens espaciais privadas, a perspectiva de outdoors surgindo no futuro próximo tem levantado a preocupação que tais objetos possam se tornar uma nova fonte de poluição luminosa. A agência de aviação estadunidense, Federal Aviation Administration, deu permissão em maio de 2005 para a criação de uma lei proibindo anúncios "obstrusivos" na órbita da terra.
O termo é frequentemente confundido com poluição visual.

## Definição
A poluição luminosa é definida como a alteração dos padrões iluminação no meio ambiente devido às fontes de luz criadas pelo homem (como poluição luminosa ecológica). Inclui: luz directa, aumento crónico e temporário da iluminação, flutuações inesperadas nas iluminações artificiais. As fontes deste tipo de iluminação são várias e encontram-se praticamente em todos os ecossistemas na forma de sky glows, edifícios e torres iluminadas, luz das ruas, barcos de pesca, luzes de segurança, luz nos veículos e chamas nas plataformas petrolíferas costeiras.
Pode ser quantificada através de medidas absolutas de concentração e emissão ou através de medidas relativas, parte de uma quantidade de luz artificial por unidade de luz natural no mesmo sistema.

## Impacto nos ecossistemas
A variedade das condições ambientais contribui para a separação dos recursos e para uma maior biodiversidade. Alguns processos naturais só podem acontecer durante a noite na escuridão, como por exemplo, repouso, reparação, navegação celestial, predação ou recarga dos sistemas. Por esta razão, a escuridão possui igual importância à luz do dia. É indispensável para um funcionamento saudável dos organismos e de todo o ecossistema.
A perturbação dos padrões naturais de luz e escuridão influência vários aspectos do comportamento animal. A poluição luminosa pode confundir a navegação animal, alterar interacções de competição, alterar relações entre presas predadores e afectar a fisiologia do animal.
O estudo sobre a poluição luminosa ainda se encontra no início e por isso os impactos deste problema não são, ainda, totalmente compreendidos. Enquanto que o aumento da claridade do céu noturno representa o efeito mais familiar entre outros tantos (é o mais óbvio e os astrónomos já o reconhecem há muitos anos), outros aspectos alarmantes ainda se encontram por explorar, como por exemplo, o facto de a poluição luminosa conduzir a um maior gasto de energia elétrica. Numa escala global, aproximadamente 19% de toda a electricidade utilizada produz luz à noite. O produto final da iluminação eléctrica gerada pela carbonização de combustíveis fosseis é a descarga dos gases do efeito estufa. Estes gases são responsáveis pelo aquecimento global e pela exaustão dos recursos não-renováveis.
A poluição luminosa produz muitos outros impactos no ambiente. Efeitos perigosos envolvem o reino animal, o reino vegetal e a humanidade. Para além de ser eminentemente deteriorativa para aos animais nocturnos, migratórios e para os animais em voo, a poluição luminosa produz também riscos nas plantas.

### Impacto sobre as aves
O efeito da luz na forma de fogo ou lâmpadas que atrai aves migratórias e não migratórias durante a noite, especialmente na presença de nuvens ou nevoeiro, já é conhecido desde o século XIX e desde então tem sido utilizado como uma forma de caça. As razões que justificam a desorientação das aves através de luz à noite ainda não são conhecidas. Os especialistas sugerem que a navegação das aves que usam o horizonte como orientação para a direcção é interrompido pela claridade e pelo sky glow.

### Impacto sobre as tartarugas marinhas
A luz artificial provoca graves efeitos nas fêmeas de tartarugas que procuram locais para postura e nos filhotes, que têm que encontrar o mar. A fêmea evita praias iluminadas para a postura e concentra os ninhos num local com o mínimo de iluminação e zonas com sombra. Isto pode causar uma selecção subóptimal de um habitat para nidificação ou concentração especial de ninhos, com efeitos no número e taxa de reprodução dos filhotes produzidos e uma maior mortalidade destes mesmos.
O próprio comportamento nidificatório pode ser afectado por vários factores. O sucesso total de nidificação das tartarugas marinhas na Flórida está entre os 5% e os 80%. O processo pode ser abandonado quando as tartarugas encontram materiais que estão soterrados, grandes estruturas ou distúrbios humanos. Após terminarem o processo de postura, as tartarugas voltam para o mar. Este processo pode ser afectado pela luz artificial. Em alguns casos, a luz de parques de estacionamento, das ruas e das casas, atraem as tartarugas.
A via pela qual os juvenis encontram o mar baseia-se no facto de que o horizonte nocturno sob o mar é mais claro que aquele sob a terra. A luz artificial dos candeeiros das ruas, casas, ou "sky glow" das cidades, especialmente em noites com lua pequena ou mesmo sem lua, pode desorientá-los na sua caminhada para o mar. Devido a estes problemas de desorientação, os juvenis rastejam na direcção errada onde ficam ameaçados por desidratação, predadores e elevadas temperaturas após o nascer do Sol.

### Impacto sobre os peixes
A reacção (atracção e evitamento) dos peixes à luz artificial depende das espécies. Existem estudos importantes sobre o uso da luz artificial em piscicultura e peixes de profundidade. Muitos dos estudos mostram que os peixes evitam fontes de luz branca. Contudo, existem espécies que são atraídas pela luz e isto é utilizado para os apanhar, por exemplo, nas pescas industriais ou, mesmo, desportivas.
Um estudo sobre técnicas de iluminação nos peixes do mar profundo mostra que a luz branca interrompe o comportamento natural dos peixes do mar profundo. As observações mostram que a "média do número de peixes que aparece na câmara é muito mais elevada sob luz vermelha do que com luz branca". As razões são a adaptação dos olhos dos peixes do mar profundo a um ambiente escuro e possíveis danos nos olhos devido a luzes mais brilhantes.
Em aquacultura do salmão, a luz que se encontra submersa aumenta a profundidade de natação e reduz a densidade do salmão do Atlântico em jaulas de reprodução. Estes fotoperíodos artificiais são utilizados para prolongar a maturação sexual e aumentar o crescimento. Estudos sugerem que nestas quintas os salmões se posicionam em relação ao gradiente de luz artificial para manter o comportamento em cardume.

### Luz de plataformas de petróleo e de pescarias
Devido ao facto de os oceanos possuírem menos fontes de luz artificial comparando com ambiente terrestres, o efeito e alcance de uma única fonte é muito mais elevado. Como consequência destas circunstâncias, as aves marinhas são altamente atraídas pelos faróis das plataformas e podem ficar directamente aleijados ou morrer devido ao calor, óleo e colisão, mas também indirectamente pelo efeitos de armadilha da luz que faz com que as aves circulem à volta da fonte de iluminação, reduzindo as suas reservas energéticas tornando-as incapacitadas de alcançar a costa mais próxima ou diminuindo a sua habilidade para sobreviver ao inverno e à reprodução. Existem pescarias que utilizam a luz para atrair peixes e Lulas, contudo também atraem aves. Os anzóis podem também danificar as aves.

## Impacto sobre a saúde humana
Sistemas de iluminação inadequados estão relacionados a diversos problemas de saúde. A iluminação noturna pode alterar os ritmos circadianos, causando problemas de sono. Além disso, a disrupção dos ciclos circadianos também pode estar associada a problemas como depressão e câncer.
O efeito atrativo que a luz exerce sobre os insetos também tem consequências sanitárias. Insetos vetores de doenças tais como malária, leishmaniose e mal de Chagas podem ser atraídos por luzes, aproximando-se de populações humanas. Além disso, a própria iluminação aumenta a atividade das pessoas em locais externos durante a noite, aumentando sua exposição a esses insetos.

## Minimização do impacto ambiental
Para minimizar os efeitos negativos da iluminação artificial, são necessárias novas estratégias de iluminação por parte do homem. A luz tem que ser usada de um modo preciso e as regulações devem ser implementadas através de leis como já é feito em muitos locais como na Flórida, por exemplo.

### Controvérsia
Existe um senso comum que diz que ambientes urbanos mais iluminados são mais seguros. Por isso, gasta-se muito com iluminação pública. Porém, estudos indicam que a iluminação pública, quando mal planejada, pode ser mais maléfica que benéfica. As lâmpadas ofuscam os olhos dos cidadãos, permitindo que criminosos que se escondem em locais que não são diretamente iluminados não sejam vistos. Ou seja, mesmo que as pessoas tenham uma sensação de segurança maior em ambientes bem iluminados, isso não quer dizer que elas realmente estejam mais seguras.